# Salihiden

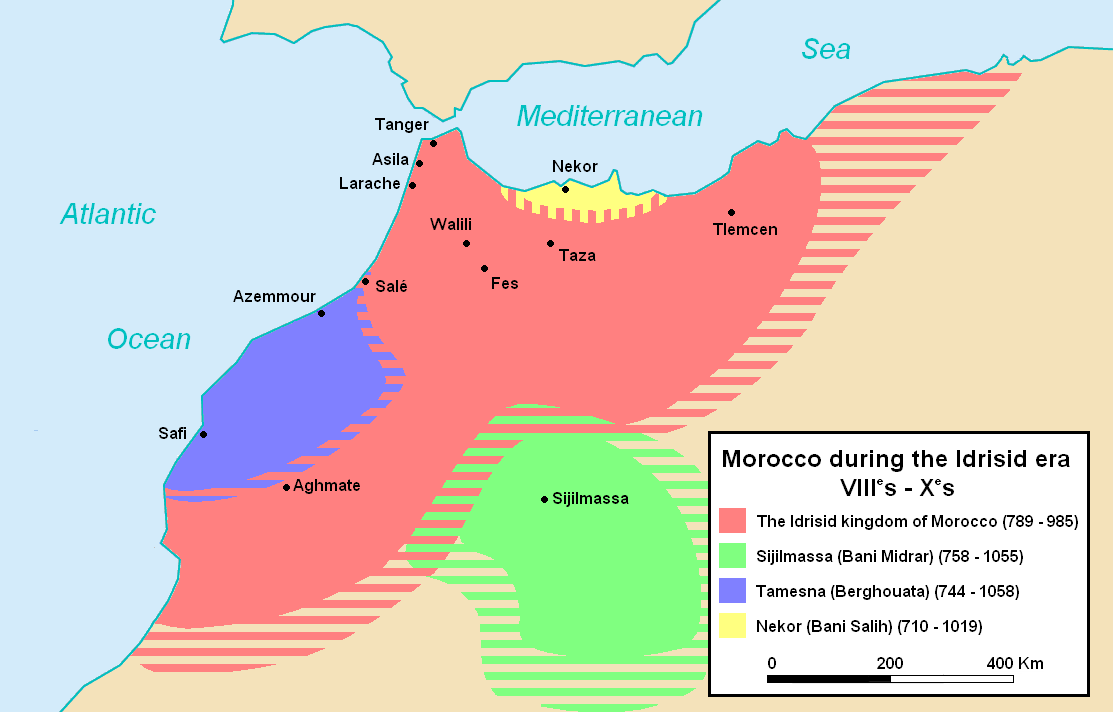
Ungefähre Ausdehnung des Salihiden-Fürstentums von Nakur (in gelb)

Die Salihiden (arabisch صالحيون, DMG Ṣāliḥiyūn) waren eine arabische Dynastie, die zwischen dem 8. und 11. Jahrhundert über ein Fürstentum im nordmarokkanischen Rifgebirge herrschte. Ihre Hauptstadt war das ca. 140 km westlich von Melilla gelegene Nakur, aus dessen Mittelmeer-Hafen al-Mazimma das heutige al-Husaima/Alhucemas hervorging.
Begründer der Dynastie war Salih ibn Mamun, der Uqba ibn Nafi bei der Unterwerfung des Maghrebs unterstützt hatte. Dafür erhielt er vom Umayyaden-Kalifen al-Walid I. nach der Befriedung der Berber unter Musa ibn Nusayr das Gebiet der Gumara-Berber (Masmuda) zwischen Tetouan und Melilla als Lehen übertragen. Dieses Fürstentum entwickelte sich neben dem Reich der Idrisiden zu einem der wichtigsten in Nordmarokko.
Am Ende des 8. Jahrhunderts wurde die Stadt Nakur von Said ibn Idris als neue Residenz gegründet und ausgebaut. Sie entwickelte sich durch den Handel mit al-Andalus bald zu einem bedeutenden Wirtschaftszentrum in Nordmarokko. Die Salihiden pflegten sehr enge und gute Kontakte zum Emirat von Córdoba und waren eine der wenigen Dynastien im westlichen Maghreb, unter denen die Sunniten gefördert wurden und diese auch die Mehrheit unter der Bevölkerung stellten.
Nachdem Nakur 858 von den Normannen geplündert und für acht Jahre besetzt worden war, gerieten die Salihiden im 10. Jahrhundert in den Kampf der Umayyaden und Fatimiden um die Vorherrschaft in Marokko. Dabei wurde der Salihiden-Emir Said vom Fatimidenkalifen al-Mahdi aufgefordert, sich zu unterwerfen. Da er dies in einem gehässigen Gedicht ablehnte, wurde Nakur von dem Miknasa-Berber Masala ibn Habus, dem fatimidischen Gouverneur von Tahert, angegriffen und am 26. Juni 917 erobert. Während Said umkam, konnten seine drei Söhne Idris, al-Mutasim and Salih nach Málaga zu Abd ar-Rahman III. fliehen. Dieser nahm sie auf und half ihnen dabei, Nakur rasch zurückzugewinnen, das Masala nach sechs Monaten einem Statthalter namens Dalul anvertraut und dann verlassen hatte. Nachdem die Salihiden, eines Nachts aus Málaga zurückgekehrt, die fatimidische Besatzung überrumpelt hatten, übernahm der Prinz Salih die Herrschaft über die Stadt und regierte sie als Vasall des Emirs von Córdoba, der ihn unter anderem mit Waffen versorgte. Schon 921 wurde Nakur allerdings erneut von Masala eingenommen und auch danach (928/29, 935) sollten noch mehrerer fatimidische Angriffe folgen.
Auch wenn in der Folgezeit keine Nachrichten über die Dynastie vorliegen, ist auf Grund von Münzfunden davon auszugehen, dass das Emirat der Salihiden sich noch bis ins 11. Jahrhundert behaupten konnte. Erst die Almoraviden scheinen das Fürstentum endgültig erobert zu haben.